# Tine Scheuer-Larsen
Pour les articles homonymes, voir Larsen et Scheuer.
Tine Scheuer-Larsen (née le 13 mars 1966 à Ølstykke) est une joueuse de tennis danoise, professionnelle du début des années 1980 à 1994.
Sa meilleure performance en Grand Chelem est un 4e tour à Roland-Garros en 1985 (battue par Sandra Cecchini).
Pendant sa carrière, elle a gagné sept tournois WTA en double dames, dont trois avec Mercedes Paz et deux avec Jana Novotná.
Tine Scheuer-Larsen est restée la Danoise la mieux classée de l'ère Open en simple, avant l'arrivée de Caroline Wozniacki (numéro un mondiale en octobre 2010).

## Palmarès

### Titre en simple dames
Aucun

### Finale en simple dames
| No | Date       | Nom et lieu du tournoi | Catégorie | Dotation | Surface      | Vainqueure   | Score    |          |
| -- | ---------- | ---------------------- | --------- | -------- | ------------ | ------------ | -------- | -------- |
| 1  | 21-04-1986 | Wild Dunes, Charleston |           | 75 000 $ | Terre (ext.) | Elise Burgin | 6-1, 6-3 | Parcours |

### Titres en double dames
| No | Date       | Nom et lieu du tournoi                         | Catégorie | Dotation  | Surface      | Partenaire         | Finalistes                        | Score         |          |
| -- | ---------- | ---------------------------------------------- | --------- | --------- | ------------ | ------------------ | --------------------------------- | ------------- | -------- |
| 1  | 30-03-1987 | Wild Dunes Charleston                          |           | 75 000 $  | Terre (ext.) | Laura Gildemeister | Mercedes Paz Candy Reynolds       | 6-4, 6-4      | Parcours |
| 2  | 06-07-1987 | Volvo Ladies Event Båstad                      |           | 75 000 $  | Terre (ext.) | Penny Barg         | Sandra Cecchini Patricia Tarabini | 6-1, 6-2      | Parcours |
| 3  | 11-07-1988 | Belgian Open Bruxelles                         | Tier V    | 75 000 $  | Terre (ext.) | Mercedes Paz       | Katerina Maleeva Raffaella Reggi  | 7-6, 6-1      | Parcours |
| 4  | 25-07-1988 | Citizen Cup Hambourg                           | Tier IV   | 200 000 $ | Terre (ext.) | Jana Novotná       | Andrea Betzner Judith Wiesner     | 6-4, 6-2      | Parcours |
| 5  | 24-04-1989 | International Championships of Spain Barcelone | Tier V    | 100 000 $ | Terre (ext.) | Jana Novotná       | Arantxa Sánchez Judith Wiesner    | 6-2, 2-6, 7-6 | Parcours |
| 6  | 24-07-1989 | Volvo Open Båstad                              | Tier V    | 75 000 $  | Terre (ext.) | Mercedes Paz       | Sabrina Goleš Katerina Maleeva    | 6-2, 7-5      | Parcours |
| 7  | 09-07-1990 | Swedish Open Båstad                            | Tier V    | 75 000 $  | Terre (ext.) | Mercedes Paz       | Carin Bakkum Nicole Jagerman      | 6-3, 6-7, 6-2 | Parcours |

### Finales en double dames
| No | Date       | Nom et lieu du tournoi                   | Catégorie | Dotation  | Surface         | Vainqueures                        | Partenaire         | Score    |          |
| -- | ---------- | ---------------------------------------- | --------- | --------- | --------------- | ---------------------------------- | ------------------ | -------- | -------- |
| 1  | 14-10-1985 | Porsche Classic Filderstadt              |           | 175 000 $ | Dur (int.)      | Hana Mandlíková Pam Shriver        | Carina Karlsson    | 6-2, 6-1 | Parcours |
| 2  | 14-07-1986 | Elektra Cup Bregenz                      |           | 50 000 $  | Terre (ext.)    | Petra Huber Petra Keppeler         | Sabrina Goleš      | 6-2, 6-4 | Parcours |
| 3  | 29-09-1986 | Hewlett-Packard Trophy Hilversum         |           | 75 000 $  | Moquette (int.) | Kathy Jordan Helena Suková         | Catherine Tanvier  | 7-5, 6-1 | Parcours |
| 4  | 20-10-1986 | Pretty Polly Classic Brighton            |           | 200 000 $ | Moquette (int.) | Steffi Graf Helena Suková          | Catherine Tanvier  | 6-4, 6-4 | Parcours |
| 5  | 11-05-1987 | German Open Berlin                       |           | 150 000 $ | Terre (ext.)    | Claudia Kohde-Kilsch Helena Suková | Catarina Lindqvist | 6-1, 6-2 | Parcours |
| 6  | 19-10-1987 | Volvo Classic Brighton                   |           | 200 000 $ | Moquette (int.) | Kathy Jordan Helena Suková         | Catherine Tanvier  | 7-5, 6-1 | Parcours |
| 7  | 22-02-1988 | Virginia Slims of Oklahoma Oklahoma City | Tier V    | 100 000 $ | Moquette (int.) | Jana Novotná Catherine Suire       | Catarina Lindqvist | 6-4, 6-4 | Parcours |

## Parcours en Grand Chelem

### En simple dames
| Année | Open d'Australie (janvier) | Open d'Australie (janvier) | Internationaux de France | Internationaux de France | Wimbledon       | Wimbledon        | US Open         | US Open            | Open d'Australie (décembre) | Open d'Australie (décembre) |
| ----- | -------------------------- | -------------------------- | ------------------------ | ------------------------ | --------------- | ---------------- | --------------- | ------------------ | --------------------------- | --------------------------- |
| 1984  | n/a                        | n/a                        | 2e tour (1/32)           | Iva Budařová             | 1er tour (1/64) | Alycia Moulton   | 2e tour (1/32)  | Hana Mandlíková    | 1er tour (1/32)             | Christiane Jolissaint       |
| 1985  | n/a                        | n/a                        | 4e tour (1/8)            | Sandra Cecchini          | 1er tour (1/64) | Susan Mascarin   | 1er tour (1/64) | Pam Shriver        | -                           | -                           |
| 1986  | n/a                        | n/a                        | 3e tour (1/16)           | Helena Suková            | 2e tour (1/32)  | Melissa Gurney   | 3e tour (1/16)  | Catarina Lindqvist | n/a                         | n/a                         |
| 1987  | -                          | -                          | 2e tour (1/32)           | Michelle Casati          | 2e tour (1/32)  | Steffi Graf      | 1er tour (1/64) | Zina Garrison      | n/a                         | n/a                         |
| 1988  | -                          | -                          | 2e tour (1/32)           | Conchita Martínez        | 1er tour (1/64) | Jana Novotná     | 1er tour (1/64) | Leila Meskhi       | n/a                         | n/a                         |
| 1989  | -                          | -                          | 1er tour (1/64)          | Nicole Jagerman          | 2e tour (1/32)  | Elizabeth Smylie | 2e tour (1/32)  | Donna Faber        | n/a                         | n/a                         |
| 1990  | 1er tour (1/64)            | Petra Thoren               | -                        | -                        | -               | -                | -               | -                  | n/a                         | n/a                         |

À droite du résultat, l’ultime adversaire.

### En double dames
| Année | Open d'Australie (janvier)  | Open d'Australie (janvier) | Internationaux de France     | Internationaux de France   | Wimbledon                    | Wimbledon                | US Open                      | US Open                   | Open d'Australie (décembre) | Open d'Australie (décembre) |
| ----- | --------------------------- | -------------------------- | ---------------------------- | -------------------------- | ---------------------------- | ------------------------ | ---------------------------- | ------------------------- | --------------------------- | --------------------------- |
| 1984  | n/a                         | n/a                        | -                            | -                          | -                            | -                        | 3e tour (1/8) C. Tanvier     | Navrátilová Pam Shriver   | -                           | -                           |
| 1985  | n/a                         | n/a                        | 1er tour (1/32) C. Karlsson  | Rene Blount Diane Farrell  | 2e tour (1/16) C. Karlsson   | Kathy Jordan E. Smylie   | 2e tour (1/16) C. Karlsson   | Bettina Bunge Eva Pfaff   | -                           | -                           |
| 1986  | n/a                         | n/a                        | 1er tour (1/32) C. Karlsson  | Amy Holton Y. Vermaak      | 2e tour (1/16) C. Karlsson   | Elise Burgin R. Fairbank | 1er tour (1/32) C. Karlsson  | H. Mandlíková W. Turnbull | n/a                         | n/a                         |
| 1987  | -                           | -                          | 2e tour (1/16) C. Lindqvist  | Penny Barg Beth Herr       | 1er tour (1/32) C. Lindqvist | Louise Field E. Minter   | 1er tour (1/32) C. Lindqvist | Jo Durie Sharon Walsh     | n/a                         | n/a                         |
| 1988  | -                           | -                          | 2e tour (1/16) C. Lindqvist  | Nicole Provis Elna Reinach | 3e tour (1/8) C. Lindqvist   | R. Fairbank G. Fernández | 3e tour (1/8) C. Lindqvist   | Jenny Byrne J. Thompson   | n/a                         | n/a                         |
| 1989  | -                           | -                          | 1/4 de finale C. Tanvier     | Steffi Graf G. Sabatini    | 1er tour (1/32) C. Tanvier   | Penny Barg Ronni Reis    | 1er tour (1/32) C. Tanvier   | M. Bollegraf Mercedes Paz | n/a                         | n/a                         |
| 1990  | 1er tour (1/32) Henricksson | Louise Field Lise Gregory  | 2e tour (1/16) Laura Arraya  | Jana Novotná Helena Suková | 1er tour (1/32) C. Lindqvist | Jo Durie J. Richardson   | -                            | -                         | n/a                         | n/a                         |
| 1991  | -                           | -                          | 1er tour (1/32) Laura Arraya | A. Blumberga C. Schneider  | 2e tour (1/16) Laura Arraya  | N. Tauziat J. Wiesner    | -                            | -                         | n/a                         | n/a                         |

Sous le résultat, la partenaire ; à droite, l’ultime équipe adverse.

### En double mixte
| Année | Open d'Australie (janvier), | Open d'Australie (janvier), | Internationaux de France     | Internationaux de France   | Wimbledon                    | Wimbledon                 | US Open                      | US Open                   | Open d'Australie (décembre), | Open d'Australie (décembre), |
| ----- | --------------------------- | --------------------------- | ---------------------------- | -------------------------- | ---------------------------- | ------------------------- | ---------------------------- | ------------------------- | ---------------------------- | ---------------------------- |
| 1984  | n/a                         | n/a                         | -                            | -                          | 1er tour (1/32) M. Mortensen | Sharon Walsh T. Giammalva | -                            | -                         | n/a                          | n/a                          |
| 1986  | n/a                         | n/a                         | 3e tour (1/8) M. Mortensen   | Kathy Jordan Ken Flach     | 2e tour (1/16) M. Mortensen  | Navrátilová H. Günthardt  | 1/4 de finale M. Mortensen   | Navrátilová Peter Fleming | n/a                          | n/a                          |
| 1987  | -                           | -                           | 1/2 finale M. Mortensen      | Pam Shriver E. Sánchez     | 1/4 de finale M. Mortensen   | Jo Durie Jeremy Bates     | 1er tour (1/16) M. Mortensen | Louise Field M. Woodforde | n/a                          | n/a                          |
| 1988  | -                           | -                           | 3e tour (1/8) M. Mortensen   | B. Schultz M. Schapers     | 3e tour (1/8) M. Mortensen   | Gretchen Rush Kelly Jones | -                            | -                         | n/a                          | n/a                          |
| 1989  | -                           | -                           | 1er tour (1/32) M. Mortensen | B. Schultz M. Schapers     | 3e tour (1/8) M. Mortensen   | Jana Novotná Jim Pugh     | -                            | -                         | n/a                          | n/a                          |
| 1990  | -                           | -                           | 1/4 de finale M. Mortensen   | Nicole Provis Danie Visser | 1er tour (1/32) M. Mortensen | M. de Swardt Piet Norval  | -                            | -                         | n/a                          | n/a                          |

Sous le résultat, le partenaire ; à droite, l’ultime équipe adverse.

## Parcours aux Jeux olympiques

### En simple dames
| # | Date       | Nom de l'olympiade               | Surface    | Résultat        | Ultime adversaire | Score         |          |
| - | ---------- | -------------------------------- | ---------- | --------------- | ----------------- | ------------- | -------- |
| 1 | 06/08/1984 | Olympic Tennis Event Los Angeles | Dur (ext.) | 1er tour (1/16) | Andrea Jaeger     | 2-6, 6-2, 6-3 | Parcours |
| 2 | 20/09/1988 | Olympic Tennis Event Séoul       | Dur (ext.) | 3e tour (1/8)   | Natasha Zvereva   | 6-1, 6-2      | Parcours |

## Parcours en Coupe de la Fédération
| #                                                                               | Date       | Lieu      | Surface                             | Gagnante(s)                         | Perdante(s)                         | Score          |          |
|                                                                                 |            |           |                                     |                                     |                                     |                |          |
| 1981 - 1er tour (groupe mondial) - URSS - Danemark - 3 : 0                      |            |           |                                     |                                     |                                     |                |          |
| 1                                                                               | 09/11/1981 | Tokyo     | Terre (ext.)                        | Julia Salnikova                     | Tine Scheuer-Larsen                 | 6-4, 6-3       | Parcours |
|                                                                                 |            |           |                                     |                                     |                                     |                |          |
| 1983 - 1er tour qualifications (groupe mondial) - Luxembourg - Danemark - 0 : 3 |            |           |                                     |                                     |                                     |                |          |
| 2                                                                               | 17/07/1983 | Zurich    | Terre (ext.)                        | Tine Scheuer-Larsen                 | Simone Wolter                       | 6-0, 6-3       | Parcours |
| 2                                                                               | 17/07/1983 | Zurich    | Terre (ext.)                        | Anne Moller Tine Scheuer-Larsen     | Ginette Huberty Simone Wolter       | 6-0, 6-2       | Parcours |
|                                                                                 |            |           |                                     |                                     |                                     |                |          |
| 1983 - 1er tour (groupe mondial) - Japon - Danemark - 2 : 1                     |            |           |                                     |                                     |                                     |                |          |
| 3                                                                               | 18/07/1983 | Zurich    | Terre (ext.)                        | Tine Scheuer-Larsen                 | Etsuko Inoue                        | 6-2, 6-1       | Parcours |
| 3                                                                               | 18/07/1983 | Zurich    | Terre (ext.)                        | Emiko Okagawa Masako Yanagi         | Anne Moller Tine Scheuer-Larsen     | 6-1, 6-1       | Parcours |
|                                                                                 |            |           |                                     |                                     |                                     |                |          |
| 1984 - 1er tour (groupe mondial) - Danemark - Chili - 2 : 1                     |            |           |                                     |                                     |                                     |                |          |
| 4                                                                               | 16/07/1984 | São Paulo | Terre (ext.)                        | Tine Scheuer-Larsen                 | Carolina Espinoza                   | 2-6, 6-3, 6-2  | Parcours |
| 4                                                                               | 16/07/1984 | São Paulo | Terre (ext.)                        | Anne Moller Tine Scheuer-Larsen     | Patricia Hermeda Germaine Ohaco     | 6-4, 6-3       | Parcours |
|                                                                                 |            |           |                                     |                                     |                                     |                |          |
| 1984 - 2e tour (groupe mondial) - France - Danemark - 3 : 0                     |            |           |                                     |                                     |                                     |                |          |
| 5                                                                               | 16/07/1984 | São Paulo | Terre (ext.)                        | Catherine Tanvier                   | Tine Scheuer-Larsen                 | 6-4, 6-4       | Parcours |
| 5                                                                               | 16/07/1984 | São Paulo | Terre (ext.)                        | Catherine Suire Catherine Tanvier   | Anne Moller Tine Scheuer-Larsen     | 6-4, 6-4       | Parcours |
|                                                                                 |            |           |                                     |                                     |                                     |                |          |
| 1985 - 1er tour (groupe mondial) - Danemark - Australie - 0 : 3                 |            |           |                                     |                                     |                                     |                |          |
| 6                                                                               | 08/10/1985 | Nagoya    | Dur (ext.)                          | Wendy Turnbull                      | Tine Scheuer-Larsen                 | 6-2, 7-66      | Parcours |
| 6                                                                               | 08/10/1985 | Nagoya    | Dur (ext.)                          | Elizabeth Smylie Wendy Turnbull     | Anne Moller Tine Scheuer-Larsen     | 6-3, 6-3       | Parcours |
|                                                                                 |            |           |                                     |                                     |                                     |                |          |
| 1986 - 1er tour (groupe mondial) - Grande-Bretagne - Danemark - 0 : 3           |            |           |                                     |                                     |                                     |                |          |
| 7                                                                               | 22/07/1986 | Prague    | Terre (ext.)                        | Tine Scheuer-Larsen                 | Jo Durie                            | 6-3, 6-1       | Parcours |
| 7                                                                               | 22/07/1986 | Prague    | Terre (ext.)                        | Anne Moller Tine Scheuer-Larsen     | Jo Durie Anne Hobbs                 | 6-2, 7-61      | Parcours |
|                                                                                 |            |           |                                     |                                     |                                     |                |          |
| 1986 - 2e tour (groupe mondial) - Danemark - Australie - 1 : 2                  |            |           |                                     |                                     |                                     |                |          |
| 8                                                                               | 22/07/1986 | Prague    | Terre (ext.)                        | Tine Scheuer-Larsen                 | Elizabeth Smylie                    | 6-1, 6-0       | Parcours |
| 8                                                                               | 22/07/1986 | Prague    | Terre (ext.)                        | Elizabeth Smylie Wendy Turnbull     | Anne Moller Tine Scheuer-Larsen     | 6-2, 5-7, 6-1  | Parcours |
|                                                                                 |            |           |                                     |                                     |                                     |                |          |
| 1987 - 1er tour qualifications (groupe mondial) - Danemark - Luxembourg - 3 : 0 |            |           |                                     |                                     |                                     |                |          |
| 9                                                                               | 26/07/1987 | Vancouver |                                     | Tine Scheuer-Larsen                 | Karin Kschwendt                     | 6-2, 3-6, 6-4  | Parcours |
| 9                                                                               | 26/07/1987 | Vancouver | Tine Scheuer-Larsen Lone Vandborg   | Ginette Huberty Karin Kschwendt     | 6-3, 6-3                            |                | Parcours |
|                                                                                 |            |           |                                     |                                     |                                     |                |          |
| 1987 - 1er tour (groupe mondial) - Danemark - Australie - 0 : 3                 |            |           |                                     |                                     |                                     |                |          |
| 10                                                                              | 28/07/1987 | Vancouver |                                     | Elizabeth Smylie                    | Tine Scheuer-Larsen                 | 5-7, 6-4, 6-0  | Parcours |
| 10                                                                              | 28/07/1987 | Vancouver | Jenny Byrne Wendy Turnbull          | Tine Scheuer-Larsen Lone Vandborg   | 6-4, 2-6, 6-2                       |                | Parcours |
|                                                                                 |            |           |                                     |                                     |                                     |                |          |
| 1988 - 1er tour (groupe mondial) - Danemark - Luxembourg - 3 : 0                |            |           |                                     |                                     |                                     |                |          |
| 11                                                                              | 05/12/1988 | Melbourne |                                     | Tine Scheuer-Larsen                 | Karin Kschwendt                     | 6-3, 6-4       | Parcours |
| 11                                                                              | 05/12/1988 | Melbourne | Henriette Kjaer Tine Scheuer-Larsen | Ginette Huberty Karin Kschwendt     | 2-6, 6-4, 6-3                       |                | Parcours |
|                                                                                 |            |           |                                     |                                     |                                     |                |          |
| 1988 - 2e tour (groupe mondial) - Argentine - Danemark - 1 : 2                  |            |           |                                     |                                     |                                     |                |          |
| 12                                                                              | 05/12/1988 | Melbourne |                                     | Tine Scheuer-Larsen                 | Bettina Fulco                       | 6-3, 6-2       | Parcours |
| 12                                                                              | 05/12/1988 | Melbourne | Henriette Kjaer Tine Scheuer-Larsen | Bettina Fulco Mercedes Paz          | 4-6, 7-66, 6-4                      |                | Parcours |
|                                                                                 |            |           |                                     |                                     |                                     |                |          |
| 1988 - 1/4 de finale (groupe mondial) - Danemark - Tchécoslovaquie - 0 : 3      |            |           |                                     |                                     |                                     |                |          |
| 13                                                                              | 05/12/1988 | Melbourne |                                     | Helena Suková                       | Tine Scheuer-Larsen                 | 6-4, 6-4       | Parcours |
| 13                                                                              | 05/12/1988 | Melbourne | Jana Novotná Jana Pospíšilová       | Henriette Kjaer Tine Scheuer-Larsen | 6-3, 6-2                            |                | Parcours |
|                                                                                 |            |           |                                     |                                     |                                     |                |          |
| 1989 - 1er tour (groupe mondial) - Pologne - Danemark - 0 : 3                   |            |           |                                     |                                     |                                     |                |          |
| 14                                                                              | 03/10/1989 | Tokyo     | Dur (ext.)                          | Tine Scheuer-Larsen                 | Katarzyna Nowak                     | 6-0, 6-2       | Parcours |
| 14                                                                              | 03/10/1989 | Tokyo     | Dur (ext.)                          | Henriette Kjaer Tine Scheuer-Larsen | Sylwia Czopek Magdalena Feistel     | 7-66, 6-0      | Parcours |
|                                                                                 |            |           |                                     |                                     |                                     |                |          |
| 1989 - 2e tour (groupe mondial) - États-Unis - Danemark - 3 : 0                 |            |           |                                     |                                     |                                     |                |          |
| 15                                                                              | 03/10/1989 | Tokyo     | Dur (ext.)                          | Martina Navrátilová                 | Tine Scheuer-Larsen                 | 7-5, 6-3       | Parcours |
| 15                                                                              | 03/10/1989 | Tokyo     | Dur (ext.)                          | Zina Garrison Martina Navrátilová   | Henriette Kjaer Tine Scheuer-Larsen | 6-3, 6-1       | Parcours |
|                                                                                 |            |           |                                     |                                     |                                     |                |          |
| 1990 - 1er tour qualifications (groupe mondial) - Norvège - Danemark - 0 : 2    |            |           |                                     |                                     |                                     |                |          |
| 16                                                                              | 21/07/1990 | Atlanta   | Dur (ext.)                          | Tine Scheuer-Larsen                 | Amy Jonsson-Raaholt                 | 3-6, 6-4, 6-3  | Parcours |
|                                                                                 |            |           |                                     |                                     |                                     |                |          |
| 1990 - 1er tour (groupe mondial) - Israël - Danemark - 2 : 1                    |            |           |                                     |                                     |                                     |                |          |
| 17                                                                              | 23/07/1990 | Atlanta   | Dur (ext.)                          | Tine Scheuer-Larsen                 | Yael Segal                          | 6-2, 4-6, 7-5  | Parcours |
| 17                                                                              | 23/07/1990 | Atlanta   | Dur (ext.)                          | Ilana Berger Limor Zaltz            | Sofie Albinus Tine Scheuer-Larsen   | 6-3, 6-2       | Parcours |
|                                                                                 |            |           |                                     |                                     |                                     |                |          |
| 1993 - 1er tour (groupe mondial) - Autriche - Danemark - 1 : 2                  |            |           |                                     |                                     |                                     |                |          |
| 18                                                                              | 20/07/1993 | Francfort | Terre (ext.)                        | Karin Ptaszek Tine Scheuer-Larsen   | Petra Ritter Judith Wiesner         | 6-3, 7-62      | Parcours |
|                                                                                 |            |           |                                     |                                     |                                     |                |          |
| 1993 - 2e tour (groupe mondial) - Danemark - Australie - 0 : 3                  |            |           |                                     |                                     |                                     |                |          |
| 19                                                                              | 21/07/1993 | Francfort | Terre (ext.)                        | Elizabeth Smylie Rennae Stubbs      | Karin Ptaszek Tine Scheuer-Larsen   | 6-0, 6-1       | Parcours |
|                                                                                 |            |           |                                     |                                     |                                     |                |          |
| 1994 - 1er tour (groupe mondial) - Italie - Danemark - 2 : 1                    |            |           |                                     |                                     |                                     |                |          |
| 20                                                                              | 19/07/1994 | Francfort | Terre (ext.)                        | Silvia Farina                       | Tine Scheuer-Larsen                 | 6-2, 6-3       | Parcours |
| 20                                                                              | 19/07/1994 | Francfort | Terre (ext.)                        | Sofie Albinus Tine Scheuer-Larsen   | Rita Grande Marzia Grossi           | 6-74, 6-3, 6-2 | Parcours |

## Classements WTA en fin de saison

### En simple
| Année | 1983 | 1984 | 1985 | 1986 | 1987 | 1988 | 1989 | 1990 | 1991 |
| Rang  | 163  | 73   | 52   | 44   | 129  | 120  | 121  | 180  | 335  |

Source : (en) « Classements de Tine Scheuer-Larsen », sur le site officiel du WTA Tour

### En double
| Année | 1986 | 1987 | 1988 | 1989 | 1990 | 1991 |
| Rang  | 37   | 22   | 26   | 53   | 65   | 194  |

Source : (en) « Classements de Tine Scheuer-Larsen », sur le site officiel du WTA Tour